# История Дагестана
История Дагестана — история Республики Дагестан, а также существовавших ранее на данной территории других государственных и административно-территориальных образований и иных человеческих общностей. Древнейший период истории современного Дагестана связан с горным Дагестаном. Исторически Дагестан являлся федерацией горских княжеств. Находясь на пересечении мировых цивилизаций, Дагестан был ареной столкновений интересов многих государств.

## Первобытная эпоха
Территория Дагестана обжита человеком с древнейших времён. Ранние слои стоянки Рубас-1 в Дербентском районе датируются возрастом 2,2—2,3 млн лет назад (л. н.) Стоянка Мухкай 2 слой 129 датируется возрастом от 2,5 до 1,9 млн л. н., стоянка Мухкай 2 слой 80 — возрастом 1,8 млн л. н.. На стоянке Мухкай 2 выявлена кость с несколькими порезами, предположительно сделанными древними людьми.
Следы пребывания первобытного человека возрастом не менее 1,4—1,7 млн лет найдены в Акушинском районе (Айникаб-1 и 2, Мухкай-1 и 2), Кулинском районе (Гегалашур-1, 2, 3), Гунибском районе (Ругуджа), Левашинском районе (Урма-1). На реке Дарвагчай на границе Дербентского и Кайтагского районов ашельские стоянки датируются возрастом 600 тыс. лет.
Следы кострища на стоянке Айникаб-1 датируются временем около 1,7 млн л. н., но не позднее 1,24 млн лет назад.

## Древняя история

### Земледелие и скотоводство
Как доказал ещё академик Николай Вавилов: «Дагестан непосредственно входил в очаг происхождения культурных злаков», и, таким образом, в наиболее древнюю переднеазиатскую область становления производящего хозяйства — земледелия и скотоводства. Подтверждением этому служат, например, остатки поселения, открытого близ села Чох (Центральный Дагестан), датируемые 6000 лет до н. э.

### Культура Сиони-Цопи-Гинчи
Культура Сиони-Цопи-Гинчи — культура раннего и среднего энеолита Южного Кавказа, открытая в 2000-е годы. Датируется началом V тыс. до н. э.
Могильник Гинчи в Шамильском районе горного Дагестана, в Гидатлинской долине, вдоль реки Гичиноор — важный памятник данной древней культуры. Могильник находится у села Тидиб. Он был открыт в 1956 году. Его детально изучил и описал М. Г. Гаджиев.
Культура Сиони-Цопи-Гинчи особенно распространялась в центре и на востоке Южного Кавказа.
В Гинчи обнаружена общность с месопотамской культурой Убейдского периода конца V — начала IV тыс. до н. э. Затем здесь следуют памятники, представляющие Урукскую культуру, ещё более обширную по территориальному охвату.

### Куро-аракская культура

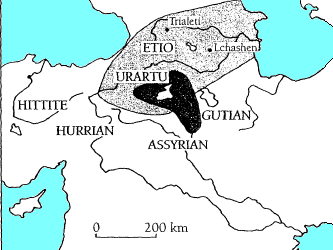
Дагестан в зоне влияния Куро-аракской культуры

В IV—III тысячелетиях до н. э. Дагестан предположительно входил в ареал Куро-аракской культуры бронзового века, простиравшейся до Палестины, Анатолии, Армянского нагорья, Верхней Месопотамии и Иранского нагорья, известной чернолощёной керамикой и большими укреплёнными поселками, стоявшими на пороге цивилизации. Эта культура по одной версии была уничтожена продвинувшимися предками дагестаноязычных народов, по другой — отождествляется с хурритами.
Согласно основателю научного кавказоведения П. Услару, «Кавказские горцы представляют собой остатки множества народов, населявших в доисторические времена огромные полосы земли в Азии и Европе и принадлежащих к одной расе, которая везде исчезла, за исключением Кавказа».
Предки дагестанцев имели тесные контакты и со своими непосредственными соседями — древнейшими цивилизациями Восточной Европы и Передней Азии, жители которых пользовались для себя отличительным термином «черноголовые». Однако, не всегда эти контакты оставались мирными. Потревоженные горцы (кутии, луллубеи, субареи и другие) не раз устраивали погромы в царствах Шумера и Аккада.
Гинчинская культура — археологическая культура бронзового века (III—II тыс. до н. э.), артефакты которой обнаружены на территории Дагестана и Чечни. Выделена в 1974 году по могильнику Гинчи (Дагестан). Возникла на базе куро-аракской культуры.

### Освоение железа
На заре «железного века» — на рубеже II—I тысячелетий до н. э. — народами Дагестана было освоено железное оружие, что в дальнейшем позволило им в тесной связи с близкородственными народами Урарту не без успеха противостоять ассирийской экспансии (IX—VII век до н. э.). Однако, под напором кочевых племён киммерийцев и скифов, с их новой тактикой ведения конного боя, многие политические образования и этнокультурные центры пали, и в результате их население было частично ассимилировано, частично оттеснено в труднодоступные горные регионы, сохранившись в итоге в различной пропорции лишь на Восточном Кавказе — периферии своего прежнего расселения.

## Албанское государство

### Албаны

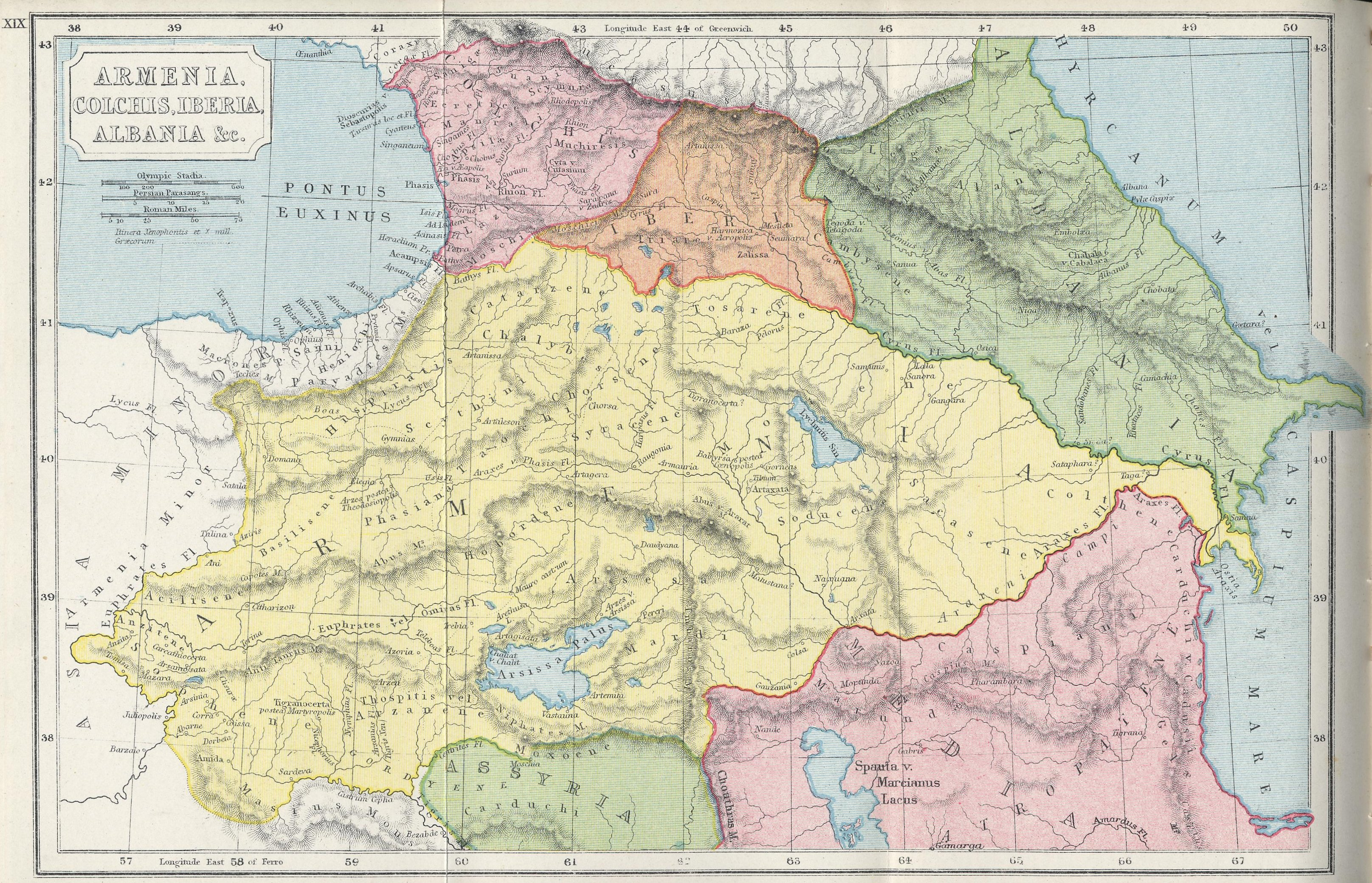
Албания (выделен зелёным цветом), Армения, Иберия, Колхида в начале н. э.

В конце II в. до н. э. на Восточном Кавказе было основано Албанское государство, которое в античности простиралось от реки Кура на юге и, по одной версии, до реки Терек на севере. Албаны упоминаются в числе союзников Ахеменидской Персии в битве при Гавгамелах в IV веке до н. э., которым на своём фланге удалось прорвать строй македонцев и разграбить лагерь Александра.
Страбон пишет, что «албаны говорили на 26 языках и образовывали несколько федераций со своими царями, но теперь над всеми племенами стоит один царь». В I веке до н. э. народы Албании вместе с народами Армении и Иверии вели героическую борьбу против вторжений древних римлян в Закавказье, походов Лукулла в 69-67 гг. и Помпея в 66-65 гг. до н. э..

### Территория Албании
Территория Кавказской Албании в ходе исторического процесса определялась исследователями по-разному. С. В. Юшков, как и В. Н. Левиатов, делал вывод, что весь Дагестан до реки Терек в определённый период времени входил в состав Албании, ссылаясь на то что к северу от албанов находились скифосарматские племена, обитавшие на равнинах Северного Кавказа. Другим аргументом Юшкова является название рек Албании как например приводимая Птолемеем река «Кас», которую Юшков связывает с даргинским и лакским наименованием реки Сулак как «Кас». Также, река «Албан» относится к Самуру, а «Кюр» к Куре. Юшков считает центром древней Албании область по реке Самур.
Согласно Плинию: «по Албании в море текут реки Кас, Албан и Камбюс в Кавказских горах, затем Кур» (VI, 39). Птолемей перечислял такие реки Албании, как «Соана, Гера, Кайси, Албан и Кур» (V, 11, 3), и сообщал, что граница Сарматии шла «вдоль Албании до Гюрканского моря, где устье реки Соаны» (V, 8, 11). «Албания ограничивается с севера описанной частью Сарматии, с запада Иберией по указанной линии, с юга частью Великой Армении от границы с Иберией до Гюрканского моря к устью реки Кур, с востока частью Гюрканского моря до реки Соана» (V, 11, 1). С. В. Юшков отождествлял Соану с Тереком, а Кречмер с Сунжой, притоком Терека. 
Албания являлась федерацией княжеств со своими царями, и таковой Албания не представляла собой одно единое государство. Северная и южная границы Албании не были постоянными ввиду частых нашествий завоевателей.
В селениях Карлабко, Верхнее Лабко, Нижнее Лабко, Пиляки, Дубримахи были найдены таблички с албанской письменностью, вероятно для обучения детей, что также свидетельствует о вхождении, как минимум, среднего Дагестана в Албанию.

### Города Албании
Согласно историку М. Г. Магомедову: «Птолемей упоминает о 29 городах и крупных населенных пунктах в Албании. Среди них особо выделены четыре крупных города: Телеба — в устье реки Герр; Гелда — в устье реки Кесия; Албана — в устье реки Албана; Гетеры — в устье реки Кир. Остатки этих городов, за исключением Гетеры, сохранились на территории Дагестана. Они являлись наиболее значительными культурно-экономическими центрами Кавказской Албании. С достаточной уверенностью они могут быть отождествлены с остатками древних городов, обнаруженных и исследованных археологами в Прикаспие».
Согласно академику Н. Я. Марру, греко-римские авторы под словом «Албания» понимали одновременно и «страну гор» и «гору языков». Историк К. В. Тревер считает что Албания это «горная страна». И. И. Шопен возводил топоним «Албания» к Дагестану. Вопрос о границах античной Албании остаётся у историков нерешённым.

## Нашествия римлян, персов, арабов и хазар
В III веке Кавказская Албания под ударами римских легионеров распалась на мелкие владения.
В IV веке на смену римлянам в Албанию вторглись сасанидские персы. Сасанидская империя приступила к длительной войне с Албанией на юге. В Албании утверждается христианство. В отличие от соседних Армении и Иберии, Албания, удалённая от Византии, не могла рассчитывать на серьёзную поддержку с её стороны.
В середине V века народы Албании, Армении и Грузии ведут упорную борьбу против персидского владычества на Кавказе. Присоединение к империи гуннов приводит к порядку во взаимоотношений народов Кавказа в городах и в северной равнинной части Албании. В степном Дагестане обосновывается племена гуннов-савиров, создавших свое царство. Именно в рамках этого царства, по мнению некоторых ученых, произошло складывание кумыкского этноса — население царства гуннов признается предками кумыков.
В 510 году сасанидским шахам несколько раз пытавшимся ликвидировать албанское царство в ответ на череду восстаний, удаётся превратить его в особое наместничество именуемое как
«марзпанство». Сасаниды ведут антихристианские гонения в Албании. Многие племена горных албанов откололись. В Дербенте располагалась резиденция персидского наместика. Горный Дагестан был в сфере влияния Персии.
В 552 году северный равнинный Дагестан заняли хазары. Царство гуннов (савир) становится вассалом хазар. Хазарский каганат становится противником Сасанидской империи на Кавказе. В равнинном Дагестане находились такие ключевые города Хазарии как Беленджер и Семендер. Моисей Хоренский пишет что «албанский царь владел гористой местностью» за которой была граница «между Албанией и хазарами». Часть гунно-савиров (предков кумыков) переселилась под натиском новых племен в горные районы Дагестана, где образовали государство Тавйак (Сарир) с центрами в Хунзахе и Гумике.
Евреи начали селиться в Дербенте ещё в античные времена и во время хазарского правления составляли важный элемент города. В состав горских евреев вошли также более поздние переселенцы из Ирана, Ирака и Византии. Еврейско-хазарская переписка, в частности письмо Шехтера (Кембриджский документ) упоминает Дербент и местных евреев в процессе принатия иудаизма хазарами. Огромную роль в деятельности Великого шёлкового пути сыграли еврейские купцы-рахдониты.
Одним из центров ранне-средневекового купечества в период Хазарского правления и после него являлся Дербент. В 562—567 годах правитель Персии Хосров I Ануширван развернул в районе Дербента грандиозное фортификационное строительство, призванное защитить его владения от хазар перекрыв узкий проход между Каспийским морем и Кавказскими горами.
В VI веке весь горный Дагестан находился под властью сасанидского шаха который назначил своих правителей во многих княжествах Восточного и Северо-Восточного Кавказа. В древности один из дагестанских царей владел золотым троном и его государство именовалось как Сарир (Тавйак) у арабских историков. Согласно Ал-Масуди, столицей Сарира был некий Хумрадж. Ал-Масуди писал: «Доверенный Ездеджерда поселился в Сарире и был возведен на престол, сделавшийся впоследствии наследственным в его фамилии, а сам он назван был Сахиб-ас-Сарир. Столица этого царства Хумрадж».
Ануширван укрепил царство Сарир многими замками и выдал царю Сарира инвеституру на управление всеми горными территориями. Союзные отношения Сарира и Персии продолжались вплоть до падения Сасанидской Персии под ударами арабских завоевателей. Правитель Персии Йездигерд III проиграв арабам последнее сражение отправил свой золотой трон и сокровищницу на хранение царю Сарира. В сохранившихся описаниях Сарир характеризовался густонаселённой и хорошо укреплённой страной, с большим числом крепостей и многотысячной армией, с христианской правящей династией, возводящей себя к династии Сасанидов и языческим населением (предки кумыков, аварцев, лакцев). Это было политическое объединение тюрков, ушедших с равнины с предками горных дагестанских народов. Военную аристократию и основу войска Сарира составляли тюркоязычные гунно-савиры (предполагаемые предки кумыков).

## Нашествия арабов

### Абд ар-Рахманом ибн Раби
В VII веке арабы приступили к захвату Восточного Кавказа. В 643 году, в период правления халифа Умара ибн Хаттаба, арабы возглавляемые Абд ар-Рахманом ибн Раби захватили Дербент и прилегающие территории. В 652 году Абд ар-Рахман ибн Раби был убит при осаде хазарского города Беленджер. В 662 году хазары вторглись в пределы Дагестана. В 698 году Мухаммад ибн Марван, брат халифа Абд ал-Малика, захватил Дербент. В 705 году Маслама ибн Абд аль-Малик, брат халифа Валида I, утверждается в Дербенте.

### Джаррах ибн Абдаллах
В 722 году халиф Язид II отправил Джарраха ибн Абдаллаха ал-Хаками на защиту дербентской крепости. Историк Ат-Табари писал о походах Джарраха: «Арабы разбив хазар в южном Дагестане, проникли в горы Дагестана и преодолели сопротивление жителей Хамзина и Гумика, разрушили и разграбили в результате карательных походов Кайтаг и Табасаран, за отказ признать их власть». Персидский историк Балами писал, что полководец Джаррах "позвал одного из своих приближенных, дал в его распоряжение три тысячи воинов и сказал ему: «Иди в сторону Кайтак, разоряй там все что встретишь, воюй с каждым кто вздумает оказать вам сопротивление и вернись ко мне до восхода солнца». В 723 году арабские войска под командованием Джарраха захватили город Беленджер. В 730 году Джаррах был убит хазарами в битве при Ардебиле.

### Маслама ибн Абд аль-Малик
В 730 году Маслама ибн Абд аль-Малик, брат халифа Хишама, занимает Дербент и ведёт бои с хазарами. В этом же году арабы ввиду усиления их власти строят в Дербенте мечети. Согласно Дербент-наме: «Абу Муслим, придя в Дербент, сначала восстановил и привел его в порядок, установил железные ворота и ушел. Абу Муслим прибыл во второй раз, разрушил постройку известную под названием Сехрендж, которая была сделана раньше Ануширваном, и реставрировал башни Дербента. В городе Дербенте он (Абу Муслим) сделал семь кварталов. Для ополчения Урдун построил в одном месте мечеть и сделал один квартал. Говорили, что это мечеть хазарского племени. Для ополчения Филистина сделали один квартал и мечеть, которую назвали Филистинской мечетью. Для ополчения Димишки сделали один квартал и построили мечеть, которой дали имя Димишкинская мечеть. И для ополчения Хумиса сделали мечеть с названием Хумисская. И для ополчения Кайсерина сделали один квартал и оставили для них мечеть с названием Кайсеринская. Выполнили требование и ополчения из Джезиры. Для народа из Мусыла сделали один квартал. Кроме этих мечетей построили одну большую соборную мечеть для совершения в ней пятничной молитвы».

### Марван ибн Мухаммад
В 732 году халиф Хишам назначил Марвана ибн Мухаммада управляющим территорий Кавказа. Согласно Ал-Куфи, в 737 году арабский полководец Марван ибн Мухаммад держал в осаде крепость царя Сарира, под названием Хайзадж, ровно год, после чего царь Сарира обязался выплачивать дань. Большинство известных исследователей, начиная с К. Д’Оссона, В. В. Бартольда, В. Ф. Минорского, В. М. Бейлиса и др., отождествляют замок «Хумрадж» с селением Хунзах. Профессор А. Р. Шихсаидов, изучивший раннесредневековую историю Дагестана, в своих последних работах также отмечает, что «столицей Серира был Хунзах, один из значительных населенных пунктов Дагестана». По мнению известного востоковеда, специалиста по средневековой истории Дагестана Т. М. Айтберова под топонимом «Хумрадж» следует понимать древнейший центр политической власти Северо-Восточного Кавказа — Хунзах.
Согласно Бейлису, Марван захватив «Гумик» и «Хумрадж» в горном Дагестане, «ушёл далее во владение Туман», которое вероятно относилось к таким тюркским владениям как Тарки, Самандар, Баланджар и часть предгорья Дагестана. Ал-Белазури сообщает, что Марван во главе 120-тысячного войска совершил нашествие на хазарские владения. Армия хазарского кагана была разбита. В дальнейшем под ударами арабов и хазар основная часть земель Албании вошла в состав Халифата.
В VIII веке в горном Дагестане располагались такие княжества как: Лакз, Табасаран, Гумик, Сарир и Кайтаг. В северном равнинном Дагестане находилось княжество Туман. Первым исламским центром на земле Кайтага был Кала-Корейш. Даргинское село Уркарах приняло Ислам в X веке. В 777 году было завершено строительство первой соборной мечети в Кумухе, на внутренней стороне которой сохранилась надпись: «В 160 году хиджры священную мечеть построили они ради благочествия ко всевышнему Аллаху». В равнинном Дагестане сохранялось ослабленное арабско-хазарскими войнами Царство гуннов.
В 797 году хазары устроили нападение на арабов. Как писал Бакиханов: «В 797 году хазары многочисленными толпами ворвались в Закавказский край, овладели Дагестаном, Дербентом и Ширваном. По словам Катиба Челеби, в это время погибло 140 тысяч мусульман. До этого никогда не подвергались подобному несчастью. О потомках Шахбала, эмира Хамзы и Майсума, назначенных Абу Муслимом правителями указанных провинций, ничего не известно. Племена дагестанские, принявшие ислам, вновь обратились в язычество. Повсюду появились возмутители спокойствия и самовластные владыки». Гасан-Эфенди Алкадари не давал драматической картины хазарского нашествия в 180 году хиджры (797 г.) и не считал, что хазары покорили Дагестан: «хазары бы завоевав Дагестан, Дербент и даже Ширвав, смогли бы избивать мусульман и делать их вероотступниками, то в этих краях они бы разрушили все мечети и минареты построенные здесь до того времени мусульманами, подобно тому как арабы придя сюда совершенно разрушили бывшие здесь до того времени молельни различных религий и никакого следа их не оставили. Кроме того, они упразднили бы должности правителей, назначенных здесь Абу Муслимом — Шамхала, Уцмия, Мяйсума и Кадиев из них здесь никого не оставили бы. Между тем, здесь до сих пор остались в разных местах мечети и минареты, построенные в эпоху Абу Муслима».

Говоря о хазарах, давших отпор арабам, профессор Расул Магомедов пишет:
«„Хазары“, с которыми воевали войска халифата, не вполне похожи на тюрок-кочевников: они осёдло живут в больших укреплённых поселениях, применяют камнемёты (катапульты, баллисты), что тоже нетипично для кочевников; некоторые их поверья сохранились поныне, но только у коренного, осёдлого горского населения. Всё это даёт основание предполагать, что в сочинениях арабских авторов IX—X вв. слово „хазары“ используется не как название народности — тюрок-кочевников, а как широкое собирательное название, объединяющее всех в военно-политический союз, возглавляемый Хазарией и противостоящий халифату, включая, конечно, и коренное население предгорной полосы, где велись основные боевые действия».

## Независимость Дагестана
В IX веке в связи с начавшимися смутами в Халифате, Сарир приобрёл независимость. Царь Сарира вмешивался в дела новообразовавшихся государств Ширвана и Дербента и принимал участие в региональных войнах. В 851 году Ширваншах напал на владетеля Сарира. В 968 году Ибрагим бин Марзубан занял Ширван и приказал эмиру Дербента Ахмаду подчиниться. Впоследствии эмир ал-Баба в союзе с царём Сарира напал на Ширван.
В Сарире дербентские эмиры находили себе убежище и поддержку во время внутренних неурядиц и внешней опасности со стороны ширваншаха. Позднее Дербент стал союзником Ширвана и «народ ал-Баба» перебил сарирцев. В 971 году владетель Сарира нанес поражение ал-Бабу. В 1064 году по подстрекательству Ширвана, владетель Сарира напал на ал-Баб. Царь Сарира совершал успешные походы на равнинные владения хазар. Как писал Аль-Масуди: «Царь Сарира с успехом воюет с хазарами и одерживает победы над ними, потому что они на равнине, а он в горах».
Арабские источники говорят, что «среди племен неверных в пограничной области (сагр) ал-Баба злейшим [врагом] мусульман был народ Шандана». В 886 г. правитель Дербента Мухаммад ибн Хашим напал на территорию Шандана, но шанданцы упорно сопротивлялись вплоть до 1040 г., когда был совершен новый поход против Шандана. Это последнее существующее упоминание в источниках о государстве Шандан.
Арабский географ Аль-Масуди в своем описании называет самым могущественным государством в регионе и главным врагом мусульманского Дербента царство Джидан (столица Семендер), населенное хазарами. Большинством исследователей признается прямым наследником Царства гуннов (савир) в Дагестане. Малочисленность сведений о Джидане привела к попыткам различных ученых отождествить Джидан с другими политическими образованиями Дагестана раннего средневековья. В. Ф. Минорский и А. В. Гадло считают название «Джидан» неточной передачей термина «Хайдак», что обусловливается особенностями арабской графики. Однако такая точка зрения подвергается критике со стороны известного хазароведа М. Г. Магомедова, Л. Б. Гмыри и других ввиду того, что подобное отождествление противоречит данным исторических источников. Хайдак, связанный с правителями Дербента династическими узами, никак не мог быть главным врагом мусульманского города и всегда выступал в качестве союзника Дербента в совместных походах. Эмиры Дербента во время внутренних неурядиц неоднократно находили убежище в Хайдаке. Политическое образование Хайдак до XI века было малоактивным, и, как отмечает М. Г. Магомедов, сложно представить, что маленькое горное царство могло быть главным врагом мусульманского Дербента. Вхождение Хайдака в состав Хазарского каганата не подтверждается и археологическими исследованиями. Современный российский историк и востоковед Аликбер Аликберов установил, что название Джидан употребляется только в одном случае, тогда как в других списках встречаются формы Хизан, Хайдан, Хидан, Хунзан. Этими формами обозначалась территория бассейна рек Уллу-Чая и Арт-озень. Название Х.ндан имеет персидскую форму, и в её основе лежит этноним «гунн». Армянские источники называют гуннов Прикаспия «хайлантурками», то есть хайлан-тюрками. В основе всех вариантов топонимов, обозначающих район Хайдака угадывается лексема хон/гунн. При арабах название Х.ндан трансформируется в Хайдак, но это уже совсем другое государственное образование, в котором исторический Х.ндан/Джидан совпадает с равнинной территорией обширных владений, некогда контролируемых гуннами Варачана. Полное отождествление Джидана/Х.ндана с позднейшим Хайдаком некорректно, что не исключает наличие между ними определённой территориальной связи Нашествие тюркютов и арабов сильно ослабили тюркские племена гуннов-савир и усилило влияние горских племен в регионе (за исключением районов Семендера и Варачана), что привело к постепенному переходу названия Хайдак на горцев.
Царство Джидан/Хайзан признается учеными раннефеодальным кумыкским государством.
В условиях ослабления позиций Хазарии и Халифата на Кавказе, Сарир выступал как самостоятельная сила и в X веке был пик его могущества. Царь Сарира именовался в арабских источниках как «хакан ал-джибал», или-же правитель гор. Новосельцев А. П. писал, что «крупнейшим владетелем горного Дагестана был сахиб ас-серир». Сарир характеризовался как «страна горная и степная». Союзнические отношения Сарира с Аланией, сложившиеся очевидно на антихазарской почве, подкреплялся династическими браками. Исхак ибн Исмаил, правитель Тифлиса (830—853), был женат на дочери царя Сарира.
Согласно В. Г. Гаджиеву и В. М. Бейлису, царство Сарир было общедагестанским государством фигурирующим во всех источниках наряду с Царством Алан, Хазарским Каганатом и Киевской Русью. Якуби писал, что в Арране 4000 селений и большая часть их принадлежала царю Сарира. Согласно профессору А. Д. Даниялову, Ширван был древней территорией Сарира. Один из царей Сарира носил имя Авар. Сарир был связан с такими центрами как Танус и Хунзах. В X веке большая часть Дагестана, за исключением Гумика, была под влиянием царя Сарира.
После 1067 года Сарир в хрониках уже не упоминается. Выходец из Дагестана Абу Мухаммед Ильяс ибн Юсуф ибн Заки, известный как Низами Гянджеви, в «Искандер-намэ» посвящает Сариру две сотни строк.
М. Чамчиан в своей «Истории» называет четыре провинции: 1) Алан, 2) Бас лас, 3) Гаптаг и 4) Гун. Автор «Дербент-наме» утверждает, что Исфендияром и Нушираваном страна эта была разделена на четыре провинции: 1) Гулбах, 2) Владение Туман-шаха, 3) Кайтаг, 4) Нагорный Кумук. Разделения эти соответствуют и теперешнему положению страны, так что первая провинция Алан или Гельбах означает Засулакский Кумук, Мичикич и Малую Кабарду; 2) Область Туман-Шах или Гаптах, или же, по первому разделению, Кайтаг, есть владение Шамхальское и нижняя часть Уцмиева; 3) Нагорный Кумук или Гун, или Авар, состоит из Кази-Кумука и Авара; 4) Баслас, или Зирих-Геран или Сарир, или по четвёртому разделению, Кайтаг, включает в себя верхнюю часть нынешнего Кайтага, Акушинский и Сургинский (Сюрго) магалы.

## Нашествия монголов

### Захват Рича и Кумуха
В 1239 году, покорив Ширван, монголы направились в Дагестан. Нашествие монголов в 1239 году ознаменовалось 25-дневной обороной села Рича. В 1240 году монголы захватили Кази-Кумух.

### Исламские княжества
Во второй половине XIII века в бывшем Гумике усилилась возникшая здесь, по преданию ещё в VIII веке, мусульманская партия. Правители Кумуха приняли ислам и Кумух получил приставку «Гази». В Дагестане наряду с Тарковским шавхальством также сформировался ряд других исламских политических образований как: Аварское нуцальство, Государство Ширваншахов, Рутульское вольное общество, Табасаранское майсумство, Цахурское владение и Кайтагское уцмийство. Народы Дагестана приобщились к наиболее развитой в средневековье мусульманской цивилизации.
В 1318 году Дагестан, как и большая часть Кавказа, находился в арене ожесточённых распрей между персо-монгольским государством хулагуидов и татаро-монгольской Золотой Ордой. «Гази-Кумук» был союзником Золотой Орды.

### Поход Тамерлана
В XIV веке вплоть до вторжения Тамерлана территории от Тарки и Доргели до реки Самур, включая и Кумух, были подконтрольны Кайтагским уцмиям.

Карта Кавказского региона 1380 г.

В 1394 году Тамерлан вступил в Дербент. В 1395 году Тамерлан направился в Кайтаг. Казикумухский шамхал предпринял поход против Тамерлана в окрестности Акуша-Дарго. Низамеддин Шами писал, что «у шамхала Гази-Кумука был обычай каждый месяц совершать газийский поход против неверных», чем хотел воспользоваться Тамерлан. Иоанн де Галонифонтибус писал что «Тамерлан сделал попытку проникнуть в горы, в эту их страну, имея под рукой сто тысяч вооруженных людей, но они встретили армию перед густым лесом которая нанесла им такие потери, что Тамерлан приказал отступить» поняв что он сможет подчинить себе эту страну только мирным путём.
В феврале 1395 года Тамерлан вторгается на территорию Кайтагского уцмийства. Уцмий находился в союзнических отношениях с Тохтамышем — врагом Тамерлана — и выступил с кайтагским войском против Тамерлана. Этого было достаточно, чтобы Тамерлан отдал приказ о полном его истреблении. Придворные историки Тамерлана Шами и Иезди свидетельствуют, что приказ был исполнен буквально: «Он так напал на их стороны и края, что из множества не спаслись даже немногие и из тысячи один; все те области он разграбил … и деревни их сожгли». Из-за оказаного сопротивления на всей территории Кайтага, доступной завоевателям, были уничтожены селения, жители, буквально все живое. Тохтамыш, который был по дороге в Дагестан, услышав о разорении Кайтага, панически отступил. Тимур начал преследовать Тохтамыша, но по пути разорил равнинные территории Кайтагского Уцмийства. Некоторые кайтагцы участвовали в битве при Акуша против войск Тамерлана.
В 1395 году Тамерлан на берегах Терека разгромил войска своего противника Тохтамыша, хана Золотой Орды. В 1396 году Тамерлан пошёл войной против шамхала Гази-Кумуха и после многих месяцев осады и боёв захватил крепости Кули и Таус. В сообщениях Шарафаддина Иезди, придворного историка Тамерлана, сказано: «Упорное сопротивление преодолено, крепости взяты, жители перебиты, из убитых устроен холм, убит сам шамхал». Историки Тамерлана не сообщают о захвате Гази-Кумуха.
В конце XIV века появляется католическая миссия францисканцев, пытающихся учредить «Епископство Каспийских гор».

## Экспансия территории
В XV—XVI веках — шамхалам («падишах» в местных источниках, «шевкальский царь» или «кумыцкий шевкал» в русских) завершили просвещение Дагестана и при поддержке уцмия Кайтага, майсума Табасарана, нуцала Хунзаха, направили силы дагестанских горцев на внешнюю войну. Походы на христианско-языческое население Черкесии и Грузии стали регулярными. Дагестанцы распространяли ислам на Кавказе путём газавата. Историк Гаджиев В. писал: «В период подъёма шамхальство превратилось в очень крупное по масштабам средневекового Кавказа государство». В завещании Андуника говорится: ''В вилаяте Дагистан двести сорок тысяч мужей. [Из них] семьдесят тысяч у Тафасара, тридцать тысяч у Хайдака, сто тысяч мужей — в войске падишаха алГумуки и сорок тысяч в войске нуцала ал-Авари, и они храбрее всех''.
На базе давно уже используемого арабского алфавита создалась местная арабографичная письменность для основных дагестанских языков. Вместо мелких родовых башенных поселений из нескольких рассредоточенных домов, бытовавших в более отсталых языческих регионах Кавказа вплоть до русского завоевания, в Дагестане в этот период было множество сёл из сотни-другой тесно пригнанных домов образующих улицы и кварталы.
В рамках Дагестана сформировалось единое экономическое пространство, с чем была связана крайняя специализация по селам. Например, центрами изготовления оружия были Кубачи, Харбук, Кумух, Верхнее Казанище, Амузги. Центры гончарства — Балхар, Сулевкент, Испик. Центры медно-чеканного дела — Гоцатль, Хури, Кунди. Село Шукты- «конское снаряжение». Село Куппа — «шапочный» аул. Село Сиух — «бурочный» аул. Хив, Хучни, Микрах, Ахты и десяток других аулов южного Дагестана являлись центрами ковроделия. Почти каждый аул был по сути цеховой организацией, отвечавший нуждам внутреннего и внешнего рынка. Вторым названием Кази-Кумуха, где каждый четверг проводилась ярмарка, у горских народов был «Большой рынок».
Возникали новые города — торгово-ремесленные и административные центры, в некоторых из которых как Тарки, Эндирей, Казанище и Губден, к XVII веку насчитывалось по 1000—1500 домов, и до 10000 человек населения. Пережитки родоплеменного уклада ушли в прошлое. Вместо родовых склепов появились сельские кладбища.
Кумыкские шамхалы совершали переезды по мере сложившихся обстановок и военных лет между своими резиденциями. Резиденции у шамхал было несколько, самые крупные из них это Кафыр-Кумух, Кумух, Бойнак, Эрпели. Постоянным местом нахождений же шамхал приходилось на крупнейший город на ряду с Дербентом на Северо-Восточном Кавказе в Тарки. Гасан-Эфенди Алкадари писал, что «когда история перешагнула через тысячелетие после хиджры, шамхал стал зимою жить в плоскостных селениях, Бойнаке и других, а летом возвращался в Кази-Кумух». Али Каяев писал о шамхалах что «сильная их ветвь переселилась из Гази-Кумуха на равнину».

## Русско-дагестанские отношения
В 1556 году были установлены дипломатические связи с Русским государством. Мирное посольство шамхала привезло Ивану Грозному в числе богатых подарков доселе невиданного в Москве живого слона.
После заключения брака Ивана Грозного с кабардинской княжной Гуашаней, дочкой Темрюка Идарова, кумыкские и дагестанские мурзы путем своих политических связей через род Черкасских (Темрюковичи) добились военно-политического союза с Россией.
В 1560 году Иван Грозный послал своего воеводу Ивана Черемисинова с войсками из Астрахани морем против Тарковского шамхала. Черемисинов высадился у Тарков, разбил отряд шамхала и захватил Тарки, но не решился здесь остаться, опасаясь прибытия основных воинских сил шамхала. (см. Поход Черемисинова в Дагестан).
Россия склонила на свою сторону князя Шихмурзу Окоцкого, который оказал немалые услуги противнику шамхала, князю Темрюку. Русское государство, завоевав Казань и Астрахань, шло на Кавказ.
В 1566 году кабардинский князь Матлов обратился к Ивану Грозному с просьбой поставить город на реке Терек у устья Сунжи.
В 1567 году, пытаясь помешать русским установить свою крепость у слияния Сунжи и Терека, Будай-шамхал и позже его брат Сурхай были убиты на поле битвы, как об этом свидетельствуют их могильные плиты на шамхальском кладбище в Кази-Кумухе.

## Антидагестанская коалиция

### Война с Османами
Конец 1570-х годов ознаменовался войной Дагестана с Турцией. Султан Мурад III возобновил военные действия против персов. Шамхал стал понимать что утверждение Турции в Шемахе может привести к потере независимости его государства. Шамхал вначале оказывал поддержку туркам в борьбе против Ирана, но в дальнейшем отказался от участия в войне с персами.
В 1578 году на Кавказ вторглась 200-тысячная армия Мустафа-Паши. Турки захватив Шемаху стали совершать военные походы в горы. В 1582 году отряд Джафар-Паши направился из Дербента в Гази-Кумух. «Гази-Кумух был подвергнут турками страшному разорению». Эти грабительские походы подняли жителей дагестанских аулов с оружием в руках против турецких янычар.
А. К. Бакиханов пишет: «Смутным было положение в Дагестане. Чопан-шамхал, владевший всем краем от границ Кайтага, Кюринского округа, Аварии, Черкесии и реки Терека до моря Каспийского, умер в Буйнаке в 1574 году. Его сыновья разделили между собою все владения». Смерть Чопан-шамхала ведёт к распаду Шамхальства и междоусобице дагестанских феодалов.
В 1606 году дербентцы восстали против турецкого гарнизона, но скоро убедившись, что сил у них недостаточно, горожане обратились за помощью к уцмию Рустам-хану. Рустам-хан с 300 всадников-кайтагцев и Хаджи-Мухаммедом, главой дербентских повстанцев, вскоре овладели городом, однако Нарын-кала оставалась в руках турецкого отряда. Наступавшие взрывами сделали несколько проломов в стенах и ворвались в крепость, после чего командир турок Хызыр-Хасан капитулировал. Была одержана быстрая и полная победа. Общее командование завершающим боем осуществлял Рустам-хан. После изгнания турок из Дербента Иран получил возможность активно влиять на Дагестан, вмешиваться в политические процессы, происходящие в различных частях региона

### Война с Россией
В 1588 году грузинские послы Каплан и Хуршит сообщили русскому царю о набегах шамхала и просили послать войска. Путь из России в Грузию было решено проложить «огненным боем». Грузинский царь Александр предоставил Москве все данные о количестве войск шамхала и план маршрута: Тюмень, Тарки, Казанищ, Кази-Кумух, Цахур, советуя установить русские крепости в Тарках, Туралях, Бойнаке. В 1588 году русские захватили Тюменское владение на севере Дагестана. Тюмены платили шамхалу дань.
Тем не менее, войну 1589—1607 годов с русским государством Шамхальству удаётся выиграть. Нападения 1590 и 1594 годов были отбиты. Грузия впоследствии отказывается выступить против шамхала. В 1605 году занявшая равнинный и предгорный Дагестан русская армия (ок. 50 000 чел., в том числе 8000 стрельцов московского гарнизона), была окружена и разбита на Караманском поле объединённым дагестано-кабардинским войском под предводительством кумыкского князя Султан-Мута, 20 км к северу от Махачкалы. Тем самым эта победа отсрочила продвижение России в Дагестан на 112 лет. Все попытки армий царя Бориса Годунова завоевать шамхальство завершаются поражением.
Вот что пишет об этом голландский купец Исаак Масса (1587—1635) в своём кратком известии о начале и происхождении современных войн и смут в Московии: «Царь Борис … отправил 50000 человек в числе коих были также поляки и ливонцы, и они по большей части погибли … так что немногие вернулись, и в Москве были люди рассказывавшие столько о тамошней стране и народах что с избытком хватило бы на несколько книг, и они сказывали что в некоторых местах встречали людей сильных как великаны которые никогда не расстаются с оружием, ни в поле за плугом, ни дома, и жилища их устроены в больших пещерах ибо там много гор и прекрасные долины притом и в горах много скота … Тот кто сообщил нам эти известия был в походе поранен многими стрелами и сообщил нам что он с товарищами долго блуждал прежде чем они достигли Каспийского моря … Итак, в Москву воротились немногие, ничего не достигнув». Н. М. Карамзин добавляет: «Сия битва несчастна».

### Война с Сефевидами
В начале XVII века военная мощь Османской империи на Кавказе слабеет что приводит к господству Сефевидской империи. Шах Аббас I начал завоевание Кавказа, занял Дербент и поставил там своего наместника. Возобновляется агрессия кызылбашей. Зохабский трактат с Османской империей установил продолжительный мир на западных границах Сефевидской империи, но не утихомирил его северные и восточные границы. Шах Аббас II был вовлечен в противостояние на беспокойном Кавказе, где сефевидская сфера влияния сталкивалась со сферами влияния русских и османов. Главный вопрос касался расширения русского гарнизона на реке Койсу и строительства новых крепостей, в частности той, которую они построили на реке Терек в поддержку Теймураза, свергнутого правителя Грузии, обратившегося к ним за помощью. Когда шах Аббас II узнал об этом, он решил действовать, даже перед лицом нового конфликта с Могольской империей из-за Кандагара. Губернаторам Ардебиля, Чухурсаада, Карабаха и Астары и округов Азербайджана были посланы приказы отправить войска на подмогу губернатора Ширвана Хосров хана. Собравшиеся войска, усиленные различными племенными образованиями, включая контингенты, отправленные правителем Дагестана (шамхалом), хакимом Дербента и кайтакским правителем, в 1653 году атаковали крепость и вытеснили занимавших её русских и ногайцев перед тем, как сжечь её. Аббас II продолжил посылкой амиршикарбаши, главы охотников, Аллахверди хана, с приказом построить крепости для обеспечения поселения кызылбашских воинов. Это привело к волнениям среди народов Дагестана. Попытки Сефевидов поставить различных местных эмиров под контроль губернатора Ширвана, Хаджи Манучехр хана, потерпели неудачу. В ответ Сефевиды послали армию в 30 000 человек, которая сумела разбить войска народов. Тем не менее, результатом стал довоенный статус-кво: в соответствии с традицией, Сурхай хан Шамхал послал сына, Гюльмихр бека, в качестве заложника в Исфахан, и ему было позволено вновь занять свой трон. По свидетельству А.-К. А. Баки-ханова, во времена правления турок табасараны овладели территорией, принадлежавшей Шабрану. Турки, имея в ней нужду, не требовали возвратить его. Следует отметить, что табасараны заняли важную территорию, ибо «владея этим пунктом, затрудняли сообщение между Дербентом и Шабраном».

### Феодальные смуты
В 1615 году в Казанищах произошла бойня, между Зоруш-бием, сыном Тучелава и Баммат-бием, сыном Чопан-шамхала, в результате оба погибли. Брат Зоруш-бия, Албури-бий, ушёл к Султан-Муту Эндирейскому. Аббас I решил воспользоваться феодальной междоусобицей разгоревшейся в Тарковском шамхальстве.. Султан-Мут Эндирейский оспаривал свои наследственные права с Гиреем Тарковским. В результате этих распрей Султан-Мут стал придерживаться протурецкой, а Гирей Тарковский проиранской и русской ориентации.. Все попытки Андий-шамхала уговорить Гирея отказаться от своих планов не имели успеха. Шах-Аббас I женился на сестре Гирея и решил послать в Дагестан свои войска на помощь Гирею против его «недругов». Начавшееся в Грузии 15 сентября 1615 года восстание помешало этому. В 1617 году войска шах-Аббаса I вступили в Кахетию, попирая всё на своём пути, обращая в пепел города и грабя монастыри. В 1619 году после смерти Гирея, правителем Тарковского шамхальства становится Ильдар, брат Гирея. Шах Аббас I спровоцировал Ильдара выступить против Султан-Мута и Андий-шамхала.
В 1623 году после смерти Андий-шамхала, между владетелями шамхальства опять началась борьба за престол. На съезде было решено что наследником шамхала Андия будет Ильдар Тарковский, а крым-шамхалом (то есть следующим шамхалом) — Айдемир Эндирейский, сын Султан-Мута. В 1623 году Ильдар становится Тарковским шамхалом. В Кази-Кумухе состоялась коронация и «большие пиршества». В 1635 году умер шамхал Эльдар. Тарковским шамхалом становится Айдемир, сын Султан-Мута. Айдемир ездил в Кази-Кумух «где дается по их обычаям шевкальство», одаривал узденей лошадьми, быками и овцами. Он был признан шамхалом всеми представителями феодальной знати в Кази-Кумухе за исключением наследников шамхала Эльдара обосновавшихся в Тарках. В 1641 году шамхал Айдемир погиб вместе с другими князьями и русскими воеводами, при не удачном сражении с кабардинскими владетелями. Следующим шамхалом становится Сурхай.
В 1645-1646 годах развернулась Междоусобная война в Кайтагском уцмийстве между антииранским уцмием Рустам-ханом и сефевидским ставленником уцмием Амирхан-Султаном за право правления Кайтагским уцмийством. По итогу, после сражений оба пришли к мирному соглашению, разделив Кайтаг на две части.

## Распад шамхальства
Дагестанский учёный Али Каяев утверждал, что в середине XVII века борьба за престол между сыновьями Чопан-шамхала «продолжалась около 30 лет. В ней погибло очень много людей». Феодальные междоусобицы привели к образованию новых владений. Дагестан впал в феодальную раздробленность.
В 1642 году шамхал Сурхай (1640—1667) сделал город Тарки своей столицей. В Кази-Кумухе правителем избирается Алибек II, который создаёт независимое Казикумухское ханство. Впоследствии титул «шамхал» остаётся к князьям из шамхальской ветви в Тарках, где реконструировавшись продолжает влиять на геополитику Кавказа Тарковское шамхальство, которое в ходе междоусобий потеряла ряд крупных территорий..

## Период новой истории

### Государственное устройство
В начале XVII века шамхалы окончательно прекращают менять резиденции и чаще всего находятся в своей столице , тогда крупнейшим на ряду с Дербентом крупнейшим городом Северо-Восточного Кавказа Тарки, но время от времени используя и другие резиденции , правда Гази Кумух в ходе междоусобий шамхалы потеряли, что в значительной степени подстегнуло центробежные тенденции не только на окраинах государства, но и в самом Гази-Кумухе, приведя сперва к феодальной смуте и раздробленности, и затем к ослаблению власти феодалов и усилению революционно настроенных буржуазно-демократических сил, которым в середине XVII века удалось в целом ряде областей свергнуть власть феодалов и перейти к республиканской системе управления, сформировав органы самоуправления.
Гражданско-демократические органы самоуправления, функционировавшие на уровне сельской общины (джамаат), округа (союз джамаатов), республик (союз союзных джамаатов), состояли из схода всех мужчин общины старше 15 лет (джамаат), совета старшин тухумов (не путать со старейшинами), окружного шариатского судьи (кади), только на втором и третьем уровне, на 1 уровне дела разбирались мировыми (маслиат) судьями на основе обычного права (адат), глашатая (мангуш, чауш), судебных-исполнителей. Две последние категории должностных лиц регулярно замещались и вместе с кади, получали жалованье из штрафных поступлений. В областях, где феодалы всё же уцелели вскоре также сформировались совершенно аналогичные структуры, которые, однако, здесь делились частью полицейских функций с феодальной гвардией нукеров, в основном из рабов-гулямов, и диваном — правительственным советом и верховным судом при феодальном правителе.
В Дагестане располагались такие независимые владения как: Рутульское, Элисуйское, Газикумухское, Аварское, Табасаранское, Мехтулинское, Тарковское, Дербентское, Эндирейское, Ахтыпаринское, Докузпаринское, Алтыпаринское, Андалальское, Бамматулинское, Кайтагское, Акуша-Дарго и др.
Во второй половине XVIII века участились набеги аварцев в Закавказье.

### Антииранское движение
В 1712 году горцы принимают активное участие в Ширванском восстании Хаджи-Давуда, вызванном преследованием мусульман-суннитов в Иране, и захватывают Шабран. В 1721 году Хаджи-Давуд Мюшкюрский и Сурхай-хан I берут Шемаху. Сурхай-хан I освобождает Гянджу и Кабалу, древнюю столицу Албании. Уцмий Ахмадхан Кайтагский и Хаджи-Давуд захватывают далёкий Ардебиль в Иране. Не забывают дагестанцы наведаться и в Грузию, в истории которой весь XVIII век известен как «леки-аноба» — засилье дагестанцев.

## Поход Петра I
Петра I, прибыв в 1722 году на Терек, приказал выдвинуть российскую пограничную линию на реку Сулак. Здесь, на месте, где от Сулака отделяется рукав — Аграхань, была устроена крепость Святого Креста, a вблизи неё были поселены терские казаки, названные Аграханским войском.
После персидского похода русских войск согласно Петербургскому мирному договору к России отошло всё западное и южное побережье Каспийского моря (в частности, Персия признавала за Россией Дербент).

## Война с Персией

Карта Восточного Кавказа, составленная этногрофом И. Г. Гербером в 1728 году

В многовековой истории народов Дагестана важнейшее место занимает борьба против владычества Надир-шаха, завершившаяся разгромом его 100-тысячной армии. В 1734 году иранский завоеватель Надир-шах совершает свой первый дагестанский поход, и Сурхай-хан I, являясь правителем большей части Восточного Кавказа, вступает в упорную борьбу с Надир-шахом, которому одним лишь ультиматумом удалось заставить русских срыть укрепления и вернуть ему все завоевания Петра I, уже обошедшиеся России на тот момент, как минимум в 30000 жертв.

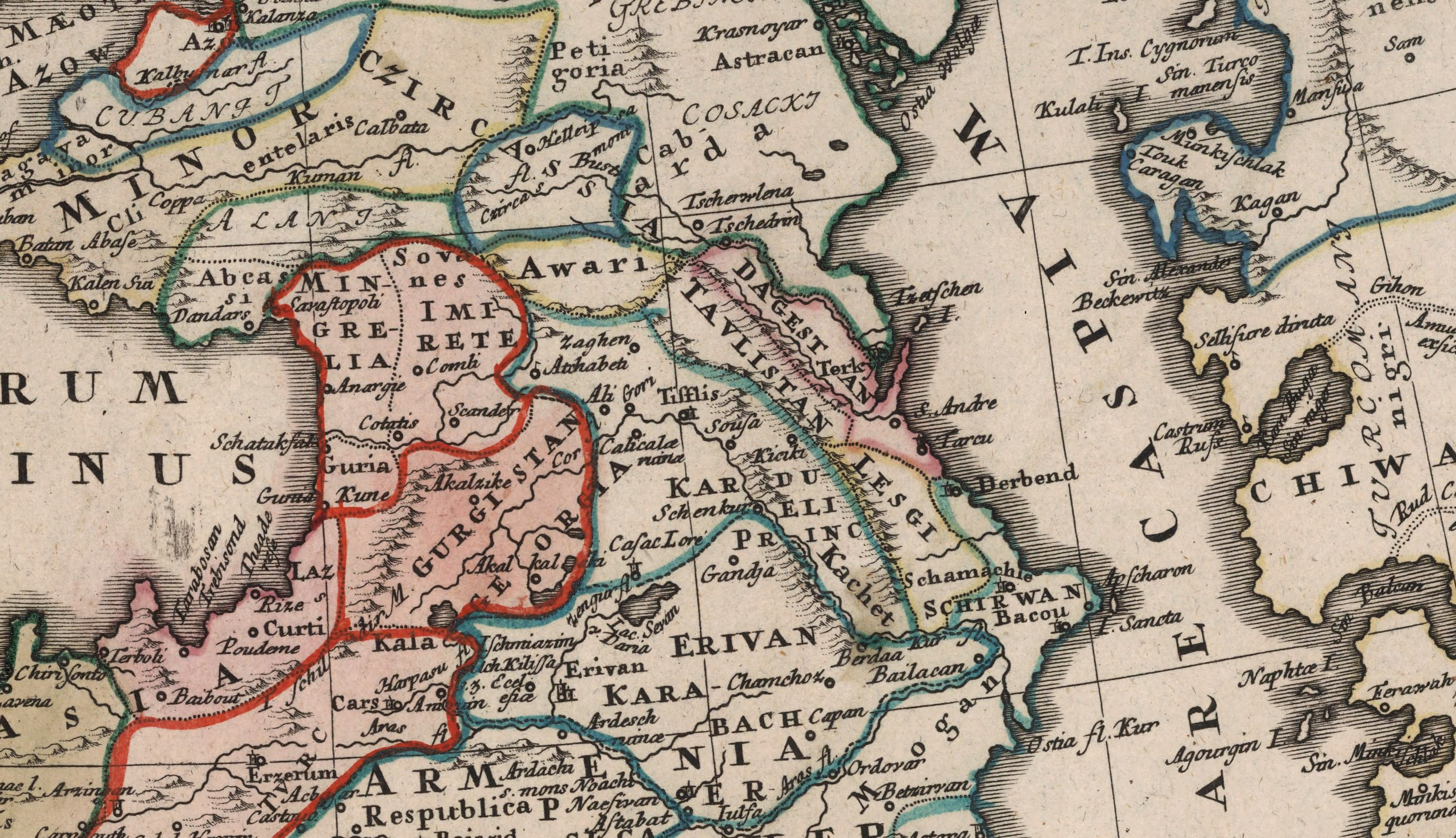
Карта Иоганна Баптиста Гоманна 1737 года. На карте территория Дагестана отмечена как Awari, Dagestan, Lesgi и Tavlistan

Наконец осенью 1741 года объединённым, как в прежние времена, силам дагестанцев во главе с национальными героями Дагестана — Ахмед-ханом Мехтулинским и Муртазали-ханом, сыном Сурхай-хана I, в упорном пятидневном Андалало-Турчидагском сражении удаётся разбить и этого врага, решившего со своей 100-тысячной армией расправиться с дагестанцами. Весть об этой грандиозной победе облетела весь мир. В Стамбуле давали салюты, в Петербурге — торжественные приёмы, европейские послы не верили своим ушам. В Иране возникла поговорка: «Если шах глуп — он пойдёт войной на Дагестан».
В начале 1743 года Надир-шах, с остатками голодной и оборванной армии окончательно покидает Дагестан. Однако теперь, уже он сам вынужден защищаться, ибо горцы, под предводительством сына Сурхай-хана I, Мухаммад-хана, перешли в наступление и, оказывая поддержку самозванцу Сам-мирзе — «чудом спасшемуся Сефевидскому принцу», стали грозить власти Надир-шаха в самом Иране. Едва отбившись от этой напасти, Надир-шах в 1747 году пал жертвой заговора. Смена поколений происходит и в Дагестане — один за другим умирают Ахмед-хан Мехтулинский, Сурхай-хан I, уцмий Ахмад-хан и др., ознаменовав тем самым конец блистательной эпохи.

## Северный Дагестан в составе Российской империи в XVIII веке
В 1735 году России пришлось заключить с Персией Гянджинский договор, по которому западное побережье Каспийского моря от Гиляна до крепости Святого Креста переходило Персии. После этого в Кизляре была построена мощная крепость для охраны интересов России в этом районе. Кизляр стал «русской столицей на Кавказе». Часть терских казаков была поселена в Кизляре и вниз по Тереку к Каспийскому морю, образовав Терско-Кизлярское войско.

## Кавказская война

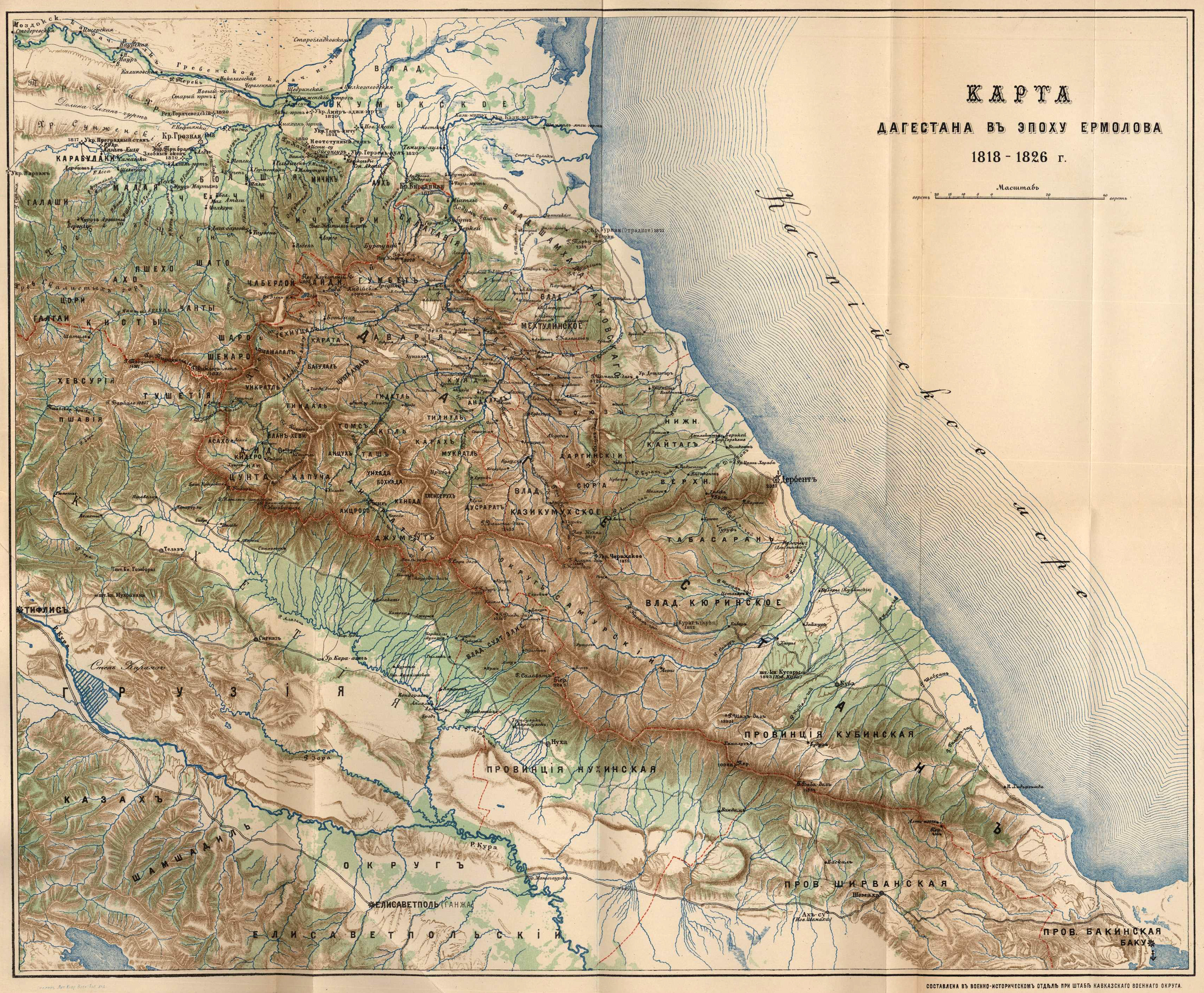
Карта Дагестана в эпоху Ермолова 1818—1826 г.

В 1796 году российские войска генерал-аншефа Зубова вторглись в южный Дагестан. Правитель Дербента Ших-Али-хан после упорных боёв сдаётся в плен, но позднее бежит из плена. Сурхай-хан II Газикумухский и Ших Али-хан Дербентский приступают к совместной войне с Россией. Армия горцев терпит ряд поражений.
Дагестан был отнесён к владениям Российской Империи по Гюлистанскому договору 1813 года. На территории Дагестана стали возникать русские города-крепости.
В 1817 году начинается Кавказская война, руководителем которой становится генерал А. Ермолов. В 1818 году Гази-Кумух, Авария, Мехтула, Табасарань и Акуша заключили между собой союз против генерала Ермолова. В октябре русский отряд под командованием Пестеля был разгромлен у Башлы. 21 декабря отряд под командованием Ермолова после недолгого боя овладел аулом Акуша, а его население было приведено к покорности российскому императору.
С захватом Ермоловым Гази-Кумуха в 1820 году, Дагестан полностью входит в состав Российской Империи. Несмотря на это, в 1821 году Султан Ахмед-хан Аварский пытался поднять Дагестан против русских, но не смог набрать войско. Ермолов послал против аварцев генерала Вельяминова, который разбил отряд горцев у аула Алмаки.

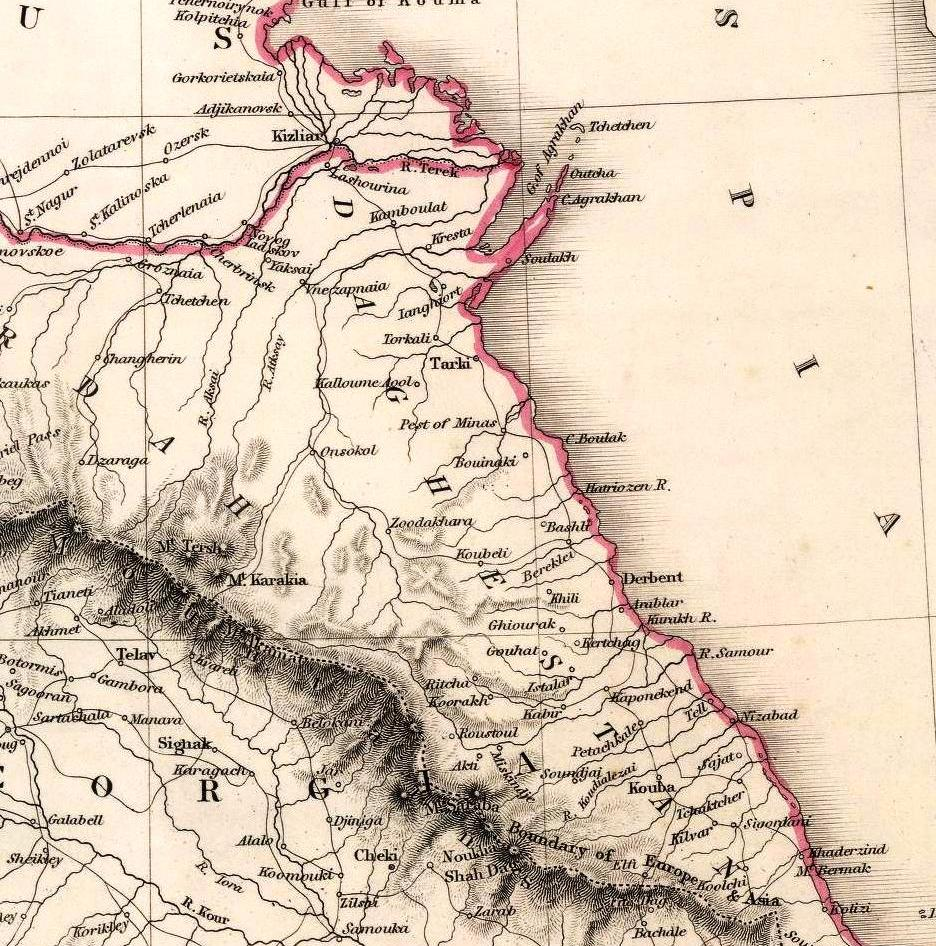
Карта Дагестана 1847 года

В 1830 году началась борьба дагестанцев против русских войск и их местными союзниками под лозунгами мюридизма. Основателем этого движения был Гази-Магомед. Его последователем был Шамиль, который 25 лет руководил борьбой горцев. Он возглавил Северо-Кавказский имамат. После того как в 1859 году был пленён Шамиль, в Дагестане было установлено прямое российское управление, ханства были упразднены.
В 1844 году в Дагестане было основано русское военное поселение Петровское.

## В составе Российской империи
На покорённой российскими войсками территории в 1860 году была образована Дагестанская область с центром в Темир-Хан-Шуре. Северный Дагестан вошёл в состав Терской области.
В июле 1866 года из-за обложения населения податью прошло восстание в Кайтаго-Табасаранском округе, в итоге быстро и жестко подавленное.
В связи с русско-турецкой войной в 1877 году в Дагестане произошло крупное восстание, которое было жестоко подавлено.
В 1865—1867 годах в Хунзахе, Кумухе, Гунибе были открыты школы для обучения горцев по разработанному П. К. Усларом алфавиту. В 1880 году в Темир-Хан-Шуре было открыто реальное училище, первое среднее учебное заведение в Дагестане. В 1902 году реальное училище было открыто и в Дербенте.
После открытия в 1894 году ветки Владикавказской железной дороги Беслан—Петровск-Порт в Дагестане стала развиваться промышленность. В 1900 году железная дорога была продлена до Дербента.
В 1913—1914 годах из-за политики насильственной русификации населения путем перевода делопроизводства с арабографического на кириллический в Дагестане прошло антиписарское восстание.

## Революция и гражданская война
После Февральской революции, 6 апреля 1917 года для управления Дагестанской областью ОЗАКОМ образовал особый комиссариат в составе депутатов Государственной думы Магомеда Далгата, Ибрагима Гайдарова и одного представителя от областного исполкома.
В начале мая 1917 года I съезд горских народов во Владикавказе провозгласил создание «Союза объединённых горцев Северного Кавказа и Дагестана».
После Октябрьской революции, 30 октября 1917 года дагестанский Милли-комитет на съезде алимов в Темир-Хан-Шуре провозгласил себя верховным органом власти в Дагестане и объявил газават большевикам. В декабре 1917 года в Петровск-Порте был образован большевистский Военно-революционный комитет. В Дагестане началась гражданская война. Отряды Узун-Хаджи Салтинского Нажмудина Гоцинского в январе 1918 года пытались взять Темир-Хан-Шуру, а в марте 1918 года взяли Порт-Петровск .

Флаг Горской республики (1917—1920).

В начале августа 1918 года в Дагестан с юга вошли части полковника Лазаря Бичерахова, ушедшего из осажденного турками Баку. 15 августа Бичерахов занял Дербент, 2 сентября он занял Петровск-Порт и сверг в нём советскую власть. В сентябре 1918 года Темир-Хан-Шура была занята Дагестанским конным полком во главе с князем Нух-Беком Тарковским. Тарковский стал номинальным диктатором Дагестана до полномасштабной турецкой интервенции в регионе, когда вместе с ними в Дагестан прибыл и глава правительства Горской республики Тапа Чермоев. В декабре 1918 года Тарковский передал власть правительству Горской республики, поддержанному британцами, и стал в нём военным министром.
4 февраля 1919 года Кизляр был занят ВСЮР под командованием генерала Деникина. Рассматривая это как угрозу для горских народов, в Горском парламенте обсуждался вопрос объединения с Азербайджаном. ВСЮР оккупировали дагестанские города и установили диктатуру. 23 мая 1919 года по требованию командования ВСЮР парламент Горской республики был распущен. Антиденикинские повстанцы во главе с Али-Хаджи Акушинским провели восстание в июле 1919 года, но безуспешно. Уже в августе и сентябре хлынуло второе восстание, где в крупных сражениях, таких как Ая-какинское сражение и битва у Куппинского перевала, партизанами были разбиты казаки Деникина. В октябре для изгнания деникинцев из Дагестана был создан Совет обороны Дагестана и Северного Кавказа.
Проведя Северо-Кавказскую операцию, 28 марта 1920 года Красная армия заняла Хасавюрт, а 30 марта — Петровск-Порт.

## Советский Дагестан
После установления большевистской власти в горах Дагестане вспыхнуло крупное антисоветское восстание, подавленное через 9 месяцев.

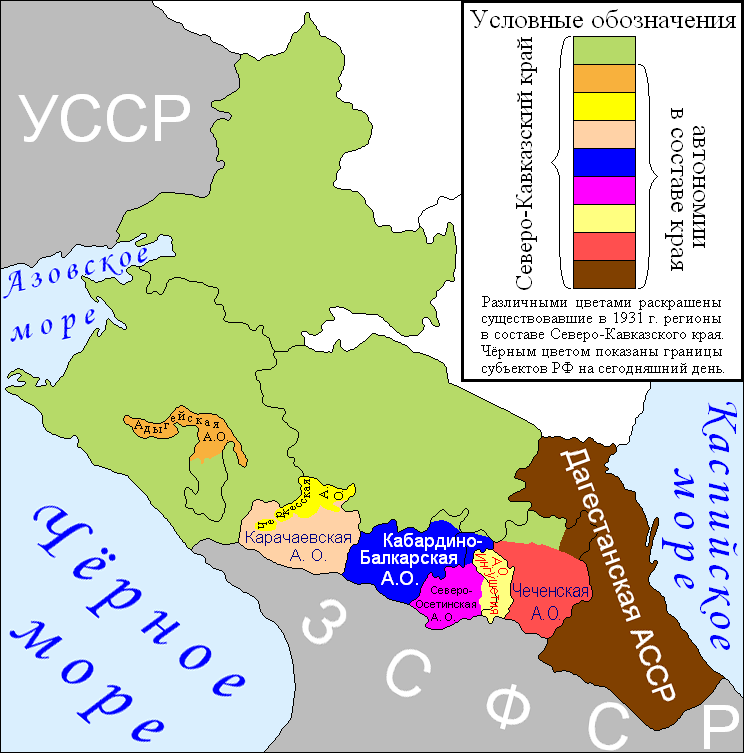
Дагестанская АССР 1931 г.

В 1921 году была образована Дагестанская Автономная Советская Социалистическая Республика в составе РСФСР. С 1927 года в Дагестане началось радиовещание и строительство первого аэродрома.
Согласно декрету ЦИК и СНК СССР от 20 марта 1925 года «О лишении бывших помещиков прав на землепользование и проживание в принадлежащих им до Октябрьской революции хозяйствах» из Дагестана в 1927—1928 годах выселили 58 помещиков. До 1928 года в Дагестане были зарегистрированы 189 колхозов, из которых остались 87, большинство из которых представляли артели по совместной обработке земли (не более 5 — 10 хозяйств) из бедняков и батраков. В некоторых округах и районах Дагестана до конца 1920-х годов колхозы не были созданы. Коллективизация встретила сопротивление мусульманского духовенства, которое говорила, что обработка конфискованной государством земли противоречит шариату. В 1930 году на территории Цунтинского района было восстание против коллективизации, в результате которого вместо сельских советов создали шариатские суды, причём троих советских и партийных работников шариатский суд приговорил к смертной казни.
В 1931 году был учрежден Дагестанский государственный университет. На начало 1940/41 учебного года в высших учебных заведениях Дагестана обучались 2,4 тысячи студентов. По данным переписи 1939 года, в республике было 40379 человек, имевших высшее и полное среднее образование. В 1932 году в Дагестане действовали 233 избы-читальни, 51 сакля горянок, 33 библиотеки и других учреждений культуры.
В мае 1970 года в результате сильного землетрясения в Дагестане было полностью или частично разрушено почти 280 населённых пунктов, в том числе Махачкала, Буйнакск, Каспийск, Хасавюрт и Кизилюрт.
13 мая 1991 года Съезд народных депутатов Дагестанской АССР принимает постановление о государственном статусе автономии, согласно которому Дагестанская Автономная Советская Социалистическая Республика преобразована в Дагестанскую Советскую Социалистическую Республику — Республику Дагестан в составе РСФСР.
17 декабря Верховный Совет Дагестана принял декларацию о неделимости и целостности республики, в которой она именуется Республикой Дагестан.
25 декабря 1993 года вступила в силу новая Конституция Российской Федерации, в которой республика именуется исключительно Республикой Дагестан.

## Современный Дагестан
На закате советской власти главой республики стал Магомедали Магомедов, который 15 лет занимал пост председателя Государственного совета РД.
В июне 1991 года в Махачкале был организован крупный митинг с требованием снизить цены на авиабилеты для паломников на хадж, который перерос в попытку захвата главного правительственного здания.
21 мая 1998 года сторонниками братьев Хачилаевых захвачено здание Госсовета и Правительства Дагестана.
В 1999 году имело место вторжение боевиков в Дагестан, охватившее Ботлихский и Новолакский район республики. Вторжение чеченских вооруженных формирований опиралось на местное ваххабитское подполье. Наступление удалось отбить, однако ситуация в республике оставалась неспокойной на протяжении долгого времени. В 2007 году террористическая организация Имарат Кавказ включила Дагестан в сферу своего влияния, организуя теракты на территории республики. Одним из заметных терактов, совершенных местными исламистами (Джамаат Шариат), стали Взрывы в Кизляре (2010).
20 февраля 2006 года по представлению Президента РФ Владимира Путина первым президентом Республики Дагестан избран Муху Гимбатович Алиев, с 1991 года возглавлявший республиканский парламент. Одновременно с избранием Муху Алиева на пост президента республики был распущен Госсовет.
8 февраля 2010 года — Президент РФ Дмитрий Медведев внёс на рассмотрение Народного Собрания Дагестана кандидатуру Магомедсалама Магомедова для наделения его полномочиями Президента республики.
28 января 2013 года — Президент России Владимир Путин принял отставку Магомедова и назначил временно исполняющим обязанности руководителя Дагестана Рамазана Гаджимурадовича Абдулатипова.
3 октября 2017 года — Президент РФ Владимир Путин принял отставку Абдулатипова и назначил временно исполняющим обязанности Главы Республики Дагестан Владимира Абдуалиевича Васильева. 9 сентября 2018 года избран главой Дагестана Народным собранием Республики Дагестан.
В январе 2018 года в Дагестане началась антикоррупционная кампания. Сначала был арестован мэр Махачкалы Муса Мусаев, а затем верхушка дагестанского правительства: и. о. премьер-министра Абдусамад Гамидов, заместители премьер-министра Шамиль Исаев и Раюдин Юсуфов, главный архитектор Махачкалы Магомедрасул Гитинов, бывший министр здравоохранения Танка Ибрагимов, бывший министр образования Шахабас Шахов, директор республиканского фонда ОМС Магомед Сулейманов, брат бывшего главы Республики Раджап Абдулатипов. Им вменяют в вину махинации с землёй, а также взяточничество и создание преступного сообщества.
Также арестованы экс-глава Казбековского района Абдула Махачев, бывший руководитель администрации села Карабудахкент Имав Зайнивов, экс-глава Карабудахкентского района Абилей Ильясов, начальник управления образования города Дагестанские Огни Максим Алиханов, руководитель «Управляющей компании инфраструктурными объектами» Республики Дагестан Гусен Зулпикаров, бывший главный врач клинической больницы № 1 Махачкалы Меджид Алиев.

## Комментарии
1. ↑  Некоторые события XI—XIII веков: 1032 год — набег русов на Баку. 1040 год — вторжение грузинского войска в Арран. 1054 год — Арран попал под власть Сельджуков. 1123 год — объединенное войско грузин и ширванцев разбивает сельджуков в битве под Шемахой. 1161 год — царь Грузии Георгий III овладел Гянджой. 1220 год — первое нашествие монголов на Азербайджан (историческая область южнее реки Аракс). Разрушены Марага, Ардебиль, Байлакан, Шемаха. 1231—1239 годы — завоевание Аррана монголами. Разрушение Ганджы и Шамхора.
2. ↑  В 1567 г. Казикумухский шамхал Будай поддержал Кайтукина в междоусобной борьбе кабардинских князей. Исмей-Гаджи Гусейнов пишет: «Русская крепость на Сунже не только обозначила предел территориальному росту Гази-Кумухского шамхальства, неуклонно продолжавшегося с XI—XII веков, но и ознаменовала собой начало конца этого крупнейшего в истории Северо-Восточного Кавказа государства» (см. Лаки в истории Дагестана (VI—XX века).
3. ↑  У Чопан-шамхала осталось пять сыновей: Эльдар, Мухаммад, Андия и Гирей, мать которых была дочерью Уцмия Султан-Ахмеда, и пятый сын по имени Султан-Магмут (Султан-Мут), мать которого не была из рода дагестанских правителей.
4. ↑  Тюмень охватывала территории северного равнинного Дагестана. Тюмень — название тюркского племени обитавшего в приморском Дагестане (Кавказской Гуннии) ещё в первые века нашей эры (См. ЦГА РД, ф.105, оп.2, д.4, л.257.). В XV—XVI вв. известностью пользовалось Тюменское владение в низовьях реки Терек. Тюмены представляли довольно серьезную силу и имели собственное владение, которое занимало территорию дельты реки Терек и простиралось до левобережья нижнего течения реки Сулак. Исторические данные позволяют считать тюменцев древними тюрками. В 1588 году в результате основания на Тереке русской крепости, тюменские мурзы перенесли свою резиденцию на реку Сулак (Лавров Л. И. Кавказская Тюмень // Из истории дореволюционного Дагестана. М. 1976, с. 163—165.).
5. ↑  В 1599 году грузинские послы в Москве, Сараван и Арам, сообщали царю Александру что «ни самому ходить, ни людей своих посылать на шевкала нельзя, шевкал живёт за горами, дорога к нему тесна». Грузинский посол Кирилл в 1603 году сообщал в Москве, что «шевкал и дети его живут больше в Кази-Кумуках в горах, потому что те места крепкие… А толко государевы люди в техъ местах ево найдут» (Белокуров С. Указ. раб. С. 302, 405.).
6. ↑  Айтберов Т. В материалах хронологии правителей Аварии пишет; «Был, у Турурава-I ещё один сын, кроме названных, правда имя неизвестно, убитый в 1615 году, в одной из феодальных распрей в Дагестане»., скорее всего здесь ошибка, Турурава перепутали с Тучалавом. ЦГАДА, ф. Грузинские дела, кн.№ 6, л. 275.